# Fahrudin Radončić
Fahrudin Radončić, född 24 maj 1957 i regionen Sandžak i Montenegro, är en bosnisk journalist och företagare. Han har byggt upp ett mediaimperium runt dagstidningen Dnevni avaz i Bosnien-Hercegovina, och kallas ibland Bosniens Donald Trump.